# Glendale (Oregon)
Glendale – miasto w Stanach Zjednoczonych, w stanie Oregon, w hrabstwie Douglas.